# Ulrich Karnatz
Ulrich Karnatz (* 2. Dezember 1952 in Rostock) ist ein ehemaliger Ruderer aus der DDR. 1976 und 1980 wurde Karnatz Olympiasieger im Achter.
Der Ruderer vom ASK Vorwärts Rostock wurde 1972 Juniorenweltmeister im Vierer ohne Steuermann. 1973 wurde er im Achter DDR-Meister und gehörte danach bis 1980 zum DDR-Achter. 1975, 1977 und 1979 wurde er erneut DDR-Meister. Bei der Weltmeisterschaft 1974 belegte er mit dem Achter den vierten Platz. 1975 wurde Karnatz dann zum ersten Mal Weltmeister. 1976 bei den Olympischen Spielen 1976 in Montreal wurden Bernd Baumgart, Gottfried Döhn, Werner Klatt, Roland Kostulski, Joachim Lück, Dieter Wendisch, Ulrich Karnatz, Karl-Heinz Prudöhl und Steuermann Karl-Heinz Danielowski Olympiasieger mit über zwei Sekunden Vorsprung auf das britische Boot.
In den folgenden Jahren dominierte der Achter aus der DDR den internationalen Rudersport. Er wurde Weltmeister 1977, 1978 und 1979; die Weltmeister-Crew von 1978 wurde in der DDR zur Mannschaft des Jahres gewählt, wobei Karnatz der einzige Weltmeister von 1978 war, der bereits 1976 im Olympia-Achter gesessen hatte.
1980 bei den Olympischen Spielen 1980 in Moskau gewann der Achter in der Besetzung Bernd Krauß, Hans-Peter Koppe, Ulrich Kons, Jörg Friedrich, Jens Doberschütz, Ulrich Karnatz, Uwe Dühring, Bernd Höing und Steuermann Klaus-Dieter Ludwig mit fast drei Sekunden Vorsprung auf die erneut zweitplatzierten Briten. Vom 1978er Achter waren außer Karnatz noch Dühring und Höing dabei; Friedrich, Krauß und Ludwig waren 1979 ins Weltmeister-Boot gekommen, Kons war 1977 dabei gewesen, Doberschütz und Koppe waren neu im Achter.
Nach seiner Karriere war der Fregattenkapitän der Volksmarine für den ASK Rostock tätig. Nach der Wende in der DDR übernahm er die Geschäftsführung in einem Rostocker Fischgeschäft.

## Auszeichnungen (Auswahl)
- 1976 – Vaterländischer Verdienstorden in Silber[1]
- 1980 – Vaterländischer Verdienstorden in Gold